# Michiko Fukushima
Michiko Hasegawa-Fukushima, nata Tomoko Hasegawa (長谷川-福島 實智子?, Hasegawa-Fukushima Michiko; Kumaishi, 23 agosto 1963), è un'ex tiratrice a segno giapponese.

## Palmarès

### Olimpiadi
- 1 medaglia:
  - 1 argento (Seul 1988 nella pistola 25 metri)

### Giochi asiatici
- 6 medaglie:
  - 1 oro (Seul 1986 nella pistola 10 metri)
  - 1 oro (Seul 1986 nella pistola 10 metri a squadre)
  - 1 argento (Seul 1986 nella pistola 25 metri)
  - 1 argento (Seul 1986 nella pistola 25 metri a squadre)
  - 1 argento (Busan 2002 nella pistola 25 metri a squadre)
  - 1 argento (Doha 2006 nella pistola 25 metri a squadre)